# Infections of a Different Kind (Step 1)
Infections of a Different Kind (Step 1) é o segundo álbum de estúdio da cantora norueguesa Aurora. Foi lançado em 28 de setembro de 2018 pela Decca Records. Faz parte de um álbum de duas partes. Sua segunda parte foi lançada em 7 de junho de 2019, intitulada A Different Kind of Human (Step 2).

## Contexto e produção
No dia do lançamento de sua estreia All My Demons Greeting Me as a Frined, AURORA disse que ele era "o primeiro álbum de muitos" que ela havia planejado. A partir de 12 de maio de 2016, após voltar de sua turnê europeia, Aurora anunciou que estava pronta para começar a escrever e produzir mais material, que acabaria sendo seu segundo álbum de estúdio. Ela disse em um evento no Facebook que ela tinha 15 músicas demo e havia escrito 1.000 canções / poemas. Desde o anúncio, Aurora lançou "I Went Too Far" como single, e um videoclipe para a faixa foi lançado em 4 de julho de 2016. Segundo Aurora, seu segundo álbum deveria ser lançado no quarto trimestre de 2018.
Entre abril e agosto de 2018, a cantora lançou dois singles, "Queendom" e "Forgotten Love", que seriam incluídos em seu segundo álbum de estúdio. Ela gravou o álbum durante sua estada na França em janeiro daquele ano, e a produção incluiu os produtores Askjell Solstrand, Roy Kerr e Tim Bran, com a própria AURORA também envolvida nesse aspecto. Parte desse novo material foi antecipado em apresentações ao vivo, incluindo festivais como Lollapalooza e Coachella.
Conquanto mantendo alguns dos temas e histórias do álbum anterior, o segundo disco marcaria a primeira vez que Aksnes inclui temas políticos e de sexualidade em suas canções.  A maior parte da nova inspiração veio da interação que ela teve com seus fãs durante sua primeira turnê.  O videoclipe de "Queendom" estreou em maio de 2018 e incluiu uma mensagem para seus fãs LGBT; tal mensagem foi retratada pela própria AURORA beijando uma de suas dançarinas, durante o que foi descrito como uma "grande festa de beijos" que mostra que "todo tipo de amor é aceito e abraçado" no "queendon" da cantora.
Em 28 de setembro de 2018, Aurora lançou de surpresa o segundo álbum, intitulado Infections of a Different Kind (Step 1), sendo que a parte 2 deve vir em 2019 ou 2020. O álbum tem oito canções, e o título vem da oitava faixa, que AURORA descreveu como "a música mais importante que eu já escrevi". Logo após o lançamento, a cantora e sua banda entraram em uma turnê que começou em Manchester, no Reino Unido, tendo Cub Sport como headliners.

## Faixas
| N.º | Título                                                            | Produtores                           | Duração |  |
| 1.  | "Queendom ("rainhado")"                                           | Jakwob Couros Aurora Magnus Skylstad | 3:27    |  |
| 2.  | "Forgotten Love" (Amor Esquecido)                                 | MyRiot Askjell Solstrand Skylstad    | 3:28    |  |
| 3.  | "Gentle Earthquakes" (Terremotos Suaves)                          | MyRiot Solstrand                     | 3:47    |  |
| 4.  | "All is Soft Inside" (Está Tudo Macio por Dentro)                 | MyRiot Solstrand                     | 5:09    |  |
| 5.  | "It Happened Quiet" (Aconteceu Silenciosamente)                   | MyRiot Solstrand Skylstad            | 4:09    |  |
| 6.  | "Churchyard" (Cemitério)                                          | Aurora Electric                      | 3:46    |  |
| 7.  | "Soft Universe" (Universo Macio)                                  | Jakwob Couros Aurora Skylstad        | 4:00    |  |
| 8.  | "Infections of a Different Kind" (Infecções de um Tipo Diferente) | MyRiot Solstrand                     | 5:27    |  |

## Paradas
| Parada (2018)                 | Maior colocação |
| ----------------------------- | --------------- |
| Países Baixos (Dutch Charts)  | 191             |
| Álbuns noruegueses (lista-VG) | 7               |

## Certificações
| Região                                   | Certificação | Vendas  |
| ---------------------------------------- | ------------ | ------- |
| Noruega (IFPI Norge)                     | Platina      | 20,000* |
| Reino Unido                              | —            | 11,886  |
| * Vendas baseadas apenas na certificação |              |         |